# Lee De Forest

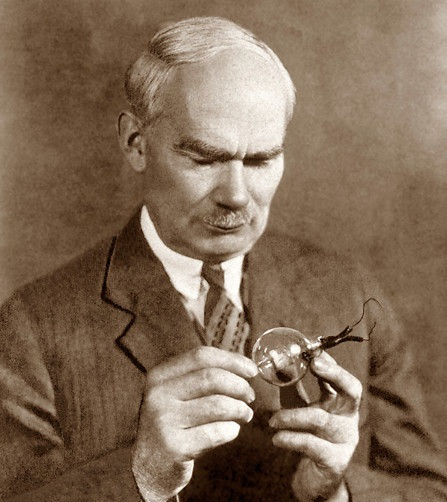
Lee de Forest

Lee de Forest (* 26. August 1873 in Council Bluffs, Iowa; † 30. Juni 1961 in Hollywood, Kalifornien; eigentlich Lee DeForest) war ein US-amerikanischer Erfinder. Es wurden über 300 Patente auf seinen Namen ausgestellt.
De Forest erfand die gasgefüllte Audion-Röhre, den Vorläufer der Hochvakuum-Triode, eine 3-Elektroden-Röhre, mit der schwache elektrische Signale (Spannungen) verstärkt werden konnten und meldete sie am 25. Oktober 1906 zum Patent an. Er wird als einer der Väter des Elektronikzeitalters bezeichnet, da das Audion wesentlich zur Verbreitung elektronischer Geräte beitrug.
De Forest war in etliche Patentauseinandersetzungen verwickelt und verbrauchte das Vermögen, das er mit seinen Erfindungen gemacht hatte, für die Gerichtskosten. Er war viermal verheiratet, scheiterte mit mehreren Unternehmen, wurde von einigen seiner Geschäftspartner betrogen und war einmal wegen Aktienbetrugs angeklagt. Von diesem Vorwurf wurde er später freigesprochen.

## Frühe Jahre
De Forest wurde in Iowa als Sohn des Gemeindepfarrers Henry Swift DeForest geboren; seine Mutter war Anna Margaret DeForest, geborene Robbins. Lee hatte noch eine ältere Schwester und einen jüngeren Bruder.
Sein Vater hoffte, Lee würde einmal das Priesteramt weiterführen. 1879 nahm sein Vater das Amt des Schulpräsidenten am Talladega College, einer Schule für Schwarze, in Talladega (Alabama) an. Dort verbrachte Lee den größten Teil seines jungen Lebens. Die meisten Angehörigen der weißen Gemeinde stießen sich an seines Vaters Tätigkeit, Schwarze zu unterrichten. Lee hatte einige Freunde unter den schwarzen Jungen der Stadt.
De Forest meldete sich im Jahre 1893 an der Sheffield School of Science der Yale-Universität an.
Als neugieriger Student verursachte er eines Abends einen kompletten Stromausfall auf dem Schulgelände, als er das elektrische System der Universität anzapfen wollte. Daraufhin wurde er von der Schule suspendiert. Einige Zeit später wurde ihm erlaubt, sein Studium zu Ende zu führen. Einen Teil seines Schulgeldes verdiente er sich mit Erfindungen, seinen Bachelor-Abschluss erhielt er 1896.
Er promovierte 1899 in Yale, seine Doktorarbeit behandelte die Radiowellen.
De Forest war an der drahtlosen Telegrafie interessiert, was zur Erfindung der Audion-Röhre 1906 führte, und er entwickelte einen drahtlosen Telegrafenempfänger. Er reichte ein Patent für ein „Zweielektroden-Bauteil“ zur Detektion elektromagnetischer Wellen ein. Mit der Audion-Röhre, einer gasgefüllten Röhre, war es möglich, Sprache beim Radioempfang zu verstärken. De Forest sagte, er wüsste nicht, warum sie funktionierte, sie täte es einfach. Robert von Lieben schreibt über die Audion-Röhre: „…hat den offenbaren Nachteil, daß infolge der Ventilwirkung der glühenden Kathode nur Halbwellen zwischen Kathode und den anderen Elektroden übergehen können“.
Er war ein Gründungsmitglied des Institute of Radio Engineers, einem der beiden Vorgänger der IEEE.

## Mittlere Jahre

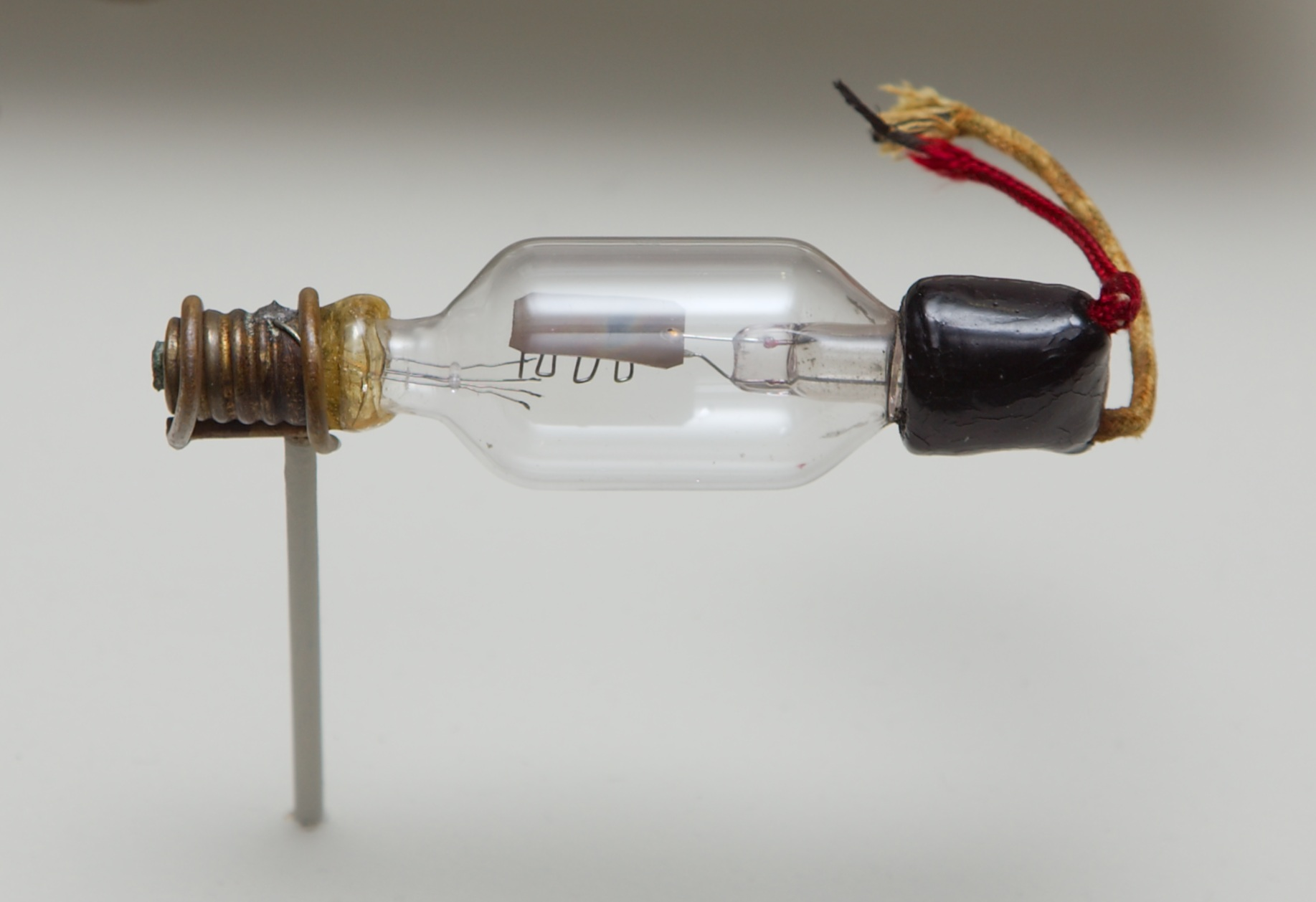
De Forest Audion, 1906

1906 erfand de Forest das Audion als Verbesserung der zu dieser Zeit benutzten Röhrendiode und meldete seine Erfindung als Patent an. Später wurde diese Röhre auch De-Forest-Ventil genannt und ist heute unter der Bezeichnung Triode bekannt. De Forests Neuerung war das Einsetzen einer dritten Elektrode, dem Gitter, zwischen die Kathode und die Anode in der von John Ambrose Fleming erfundenen Diode. Er wurde daraufhin von Fleming der Nachahmung bezichtigt.
Die daraus entstandene Triode oder Dreielektroden-Röhre konnte als Verstärker für Audio-Signale und – genauso wichtig – als ein (für diese Zeit) schnelles Schaltelement verwendet werden. 1907 ging de Forest erstmals testweise on air, mit einem Gespräch zur Frauenrechtsbewegung, das er mit seiner Schwiegermutter Harriot Eaton Stanton Blatch, einer bekannten Suffragette, führte.
Zusammen mit drei seiner Geschäftspartner verklagte der Bezirksstaatsanwalt der Vereinigten Staaten de Forest 1913 wegen Aktienbetrugs; de Forest allein wurde von diesem Vorwurf freigesprochen.
1916 reichte de Forest ein Patent ein, das Auslöser für einen umstrittenen Prozess mit dem überaus produktiven Erfinder Edwin Armstrong wurde, der im Jahre 1914 ein Patent auf die Regenerative Schaltung erhalten hatte. Der Prozess dauerte zwölf Jahre und ging durch Berufungen bis zum Obersten Gericht. Dort wurde zu Gunsten von de Forest entschieden; allerdings halten die meisten Historiker dieses Urteil für falsch.
Im Jahre 1916 strahlte de Forest von seinem Nachrichtensender die erste Radiowerbung (für seine eigenen Produkte) aus, und er berichtete als erster über Radio von einer Präsidentschaftswahl. Obwohl er das erste Musikprogramm (mit Aufnahmen von Enrico Caruso, 1910) ausstrahlte und viele andere Ereignisse ins Radio brachte, erhielt er wenig Unterstützung.
Es wird berichtet, dass er in den frühen zwanziger Jahren seinem Mitschüler Theodore Willard Case in Yale die Idee zum Tonfilm stahl. 1922 verbesserte de Forest die Arbeit von deutschen Erfindern und entwickelte den Phonofilm. Er kam im August 1922 nach Berlin, um im Hotel Adlon seinen Geburtstag zu feiern und eine Rede zu halten. Der deutsche Rundfunkpionier Eugen Nesper war dabei und berichtete, dass die Presse großes Interesse an de Forests Erfindungen und Visionen hatte, auch ein Vertreter der Post kam, aber niemand aus der Politik. De Forest sprach zunächst auf Deutsch, um dann englisch fortzufahren. Er berichtete von dem zwei Jahre zuvor in Schöneberg von ihm entwickelten „sprechenden Film“ und von der „gittergesteuerten Verstärkerröhre“. Für die meisten Anwesenden, so Nesper, „waren die Problemstellung und Lösung so neu, daß sie sich kaum zu einer eigenen Stellungnahme bekennen wollten.“ Die Berliner Tageszeitungen verwandten in den Berichten über de Forests Besuch das damals noch weitgehend unbekannte Wort „Rundfunk“.
Beim Phonofilm wurde der Ton mit parallelen Linien direkt auf den Film aufgenommen. Der Ton wurde von einem Mikrofon in elektrische Impulse umgewandelt und dann fotografisch als Linien aufgezeichnet. Beim Abspielen wurden diese Linien dann wieder in Schall umgewandelt. Mit dem Phonofilm-System, das den Ton synchron zum Bild aufgezeichnete, konnten Bühnenaufführungen, Reden und Musikaufführungen aufgezeichnet werden.
De Forest gründete die De Forest Phonofilm Corporation, die  Filme wie Songs of Yesterday (1922), Noble Sissle and Eubie Blake Sing Snappy Songs, A Few Moments with Eddie Cantor (1923) und Ben Bernie and All the Lads (1925) produzierte. Er konnte aber zu dieser Zeit niemanden in Hollywood für seine Erfindung interessieren. Einige Jahre später entschied sich Hollywood für ein anderes Aufnahmesystem, kam aber später auf die von de Forest entwickelte Technik zurück.
De Forest heiratete kurz nach der Patentierung des Audion, 1907, seine Assistentin, die Bauingenieurin Nora Stanton Blatch Barney, mit der er eine gemeinsame Tochter hatte.

## Späte Jahre
1931 verkaufte Lee de Forest eines seiner Unternehmen an RCA. 1934 entschied das Oberste Gericht im Patentstreit mit Armstrong zu Gunsten de Forests. Er gewann zwar den Prozess, verlor aber an öffentlichem Ansehen. In der öffentlichen Meinung wurde er nicht als ernsthafter Erfinder angesehen, und als Kollege wurde ihm kein Vertrauen mehr entgegengebracht. 1946 erhielt er die IEEE Edison Medal für seine Pionierarbeiten für die Radiotechnik und die Erfindung der Triode.
Sein Tonaufzeichnungsverfahren, zuerst abgelehnt, wurde später beim Film eingeführt. 1959/1960 erhielt er einen Oscar für „seine bahnbrechende Erfindung, die den Ton in die bewegten Bildern brachte“, und einen Stern auf dem Hollywood Walk of Fame.
Lee de Forest starb 1961 in Hollywood und wurde auf dem San Fernando Missionsfriedhof in Los Angeles, Kalifornien, beerdigt.
1970 wurde der Mondkrater De Forest nach ihm benannt.

## Wichtige Patente
- Patent  US841387: Device For Amplifying Feeble Electrical Currents. Angemeldet am 25. Oktober 1906, Erfinder: Lee de Forest (Die de Forest-Triode).‌
- Patent  US879532: Space Telegraphy. Angemeldet am 29. Januar 1907, Erfinder: Lee de Forest (Audion mit Triode).‌